# باروحة
باروحة قرية في منطقة تلكلخ التابعة لمحافظة حمص. تقع شمال شرقي مدينة تلكلخ. بلغ عدد سكانها عام 1981 (267 نسمة)، وعام 2004 ( 917 نسمة)، وعام 2011 (2300 نسمة). تتبع لها إدارياً مزرعة السنديانة الغربية. مساكنها القديمة طينية حجرية والحديثة إسمنتية.

## الجيولوجيا
تقع القرية في مرتفعات تلكلخ البازلتية على ارتفاع 330 مترًا، على مرتفع يطل على سهل البقيعة. صخورها بازلتية ذات تربة بنية وسوداء. 

## الاقتصاد
يزرع سكانها الحبوب والبقول والتين والزيتون، وتربي الأبقار والدواجن.

## النقل
ترتبط بمدينة تلكلخ بطريق معبد يبلغ طوله نحو 5 كم.